# ミンナミンCドリンク
ミンナミンCドリンク（ミンナミンシードリンク）は、タムラ活性株式会社が製造している炭酸飲料である。キャッチコピーは「みんみん皆んなのミンナミン」。但し、10本セットのパッケージには「みんみん皆のミンナミン」となっており、若干表記が異なる。

## 概要
1991年販売開始。名称のパロディー元であるオロナミンCドリンク（以下、オロナミンC）に酷似したガラス製の瓶入りで、120ミリリットル。茶色の瓶・赤基調で白抜き文字のラベルなど、デザインはオロナミンCに酷似している。一方で、依然として廻す方式のキャップ栓を使用している。
原材料もビタミン類やハチミツのほか、オロナミンCには入っていないリンゴ酢・ガラナエキスなどが含まれている。そのせいか、味が若干酸っぱいと感じる人もいる。

## 購入場所
日本全国各地のドラッグストア等で販売されている。日本ドラッグチェーン会（NID）加盟社向けにはNIDマークが入っている。オロナミンCと同じか10円ほど、地域によっては50円くらい安い価格で売られている場合が多い。店舗によっては、こちらしか扱っていないところもある。